# مارتین کاروترز
مارتین کاروترز (انگلیسی: Martin Carruthers؛ زادهٔ ۷ اوت ۱۹۷۲) بازیکن فوتبال اهل بریتانیا است.
از باشگاه‌هایی که در آن بازی کرده‌است می‌توان به باشگاه فوتبال استوک سیتی، باشگاه فوتبال کمبریج یونایتد، باشگاه فوتبال پیتربورو یونایتد، باشگاه فوتبال یورک سیتی، باشگاه فوتبال دارلینگتون، باشگاه فوتبال هال سیتی، باشگاه فوتبال مکلسفیلد تاون، باشگاه فوتبال اسکانتورپ یونایتد، باشگاه فوتبال استون ویلا، باشگاه فوتبال ساوتند یونایتد، باشگاه فوتبال لینکولن سیتی، باشگاه فوتبال بوستون یونایتد، و باشگاه فوتبال گرنثم تاون اشاره کرد.